# Nikol Pashinyan
Nikol Vovayi Pashinyan (em armênio/arménio:  Նիկոլ Փաշինյան; 1 de julho de 1975) é um jornalista e político armênio, servindo como primeiro-ministro de seu país desde 8 de maio de 2018.
Ele foi eleito para o parlamento da ampla coalizão de oposição de Ter-Petrosyan, o Congresso Nacional Armênio, em 2012. Ele saiu de Ter-Petrosyan por motivos políticos, estabelecendo o Contrato Civil do seu partido. Juntamente com outros dois partidos da oposição, Pashinyan formou a Aliança Way Out, que obteve quase 8% dos votos nas eleições parlamentares de 2017. Ele foi o líder da revolução armênia de 2018, que forçou o primeiro-ministro Serzh Sargsyan e seu governo a renunciar. Em 1 de maio de 2018, ele não obteve votos suficientes do Parlamento para se tornar o primeiro-ministro, mas foi eleito na segunda votação em 8 de maio.